# Kočka Šklíba
Kočka Škliba (v angličtině Cheshire Cat) je postava kočky proslavená dílem Alenka v říši divů anglického spisovatele Lewise Carrolla, která nicméně existovala v anglickém folklóru a idiomatice již před sepsáním tohoto díla, nejpozději od 18. století.
Pro kočku je charakteristický velký zubatý úsměv a nonsensové odpovědi, které Alence neporadí.

## Kočka Šklíba v češtině
Kočka Šklíba se objevila až v českém překladu Aloyse a Hany Skoumalových z roku 1961. V předchozím překladu Jaroslava Císaře (česky vydáno 1931, též na pokračování v Lidových novinách jako Alenčina dobrodružství v podzemní říši) se jmenuje Čínská kočka.

## Rozhovor Alenky s Kočkou Šklíbou
| „                                                                     | „Jací lidé bydlí tady v okolí?“ „Tamtím směrem,“ mávla kočka pravou tlapkou, „bydlí Kloboučník. A tamtím směrem,“ mávla druhou tlapkou, „bydlí Zajíc Březňák. Jdi si, ke kterému chceš, oba jsou potrhlí.“ „Ale já nechci mezi potrhlíky,“ bránila se Alenka. „Málo platné,“ řekla kočka, „tady jsme všichni potrhlí. Já jsem potrhlá, ty jsi taky potrhlá.“ „Jak to víš, že jsem potrhlá?“ zeptala se Alenka. „ To je jisté, jinak bys sem nechodila.“ Alence se zdálo, že to žádný důkaz není; ptala se dál: „A jak víš, že ty jsi potrhlá?“ „Předně,“ spustila kočka, „pes potrhlý není, to uznáš, ne?“ „Snad,“ odpověděla Alenka. „Tak vidíš,“ pokračovala kočka, „pes vrčí, když má zlost, a vrtí ocáskem, když má radost. No a já vrčím, když mám radost, a vrtím ocáskem, když mám zlost. Jsem tedy potrhlá.“ | “ |
| — Lewis Carroll: Alenka v říši divů (překlad Aloys a Hana Skoumalovi) | |   |